# Црква брвнара у Лапову
Црква брвнара у Лапову или храм Преподобне Мученице Параскеве саграђена је 1827. године а порушена 1930. године, након изградње нове цркве, била је једна од првих цркава у тадашњој капетанији Јасенице у Кнежевини Србији а затим Краљевини Србији, а данас градском насељу у Србији у општини Лапово у Шумадијском округу.

## Положај и изглед
По подацима пописне комисије која је 1836. године пописала и описала цркве и манастире у Окружју смедеревском Кнежевине Србије, порта цркве брвнаре у Лапову у то време се налазила на крај села са западне стране, на равном месту.
С обзиром на тадашња материјална стања и доступност дрвета као грађевинског материјала у Кнежевини Србији у првој половини 19. века, било је знатно брже и јефтиније подизати цркве брвнаре него оне од трајнијег материјала. Једна од општих карактеристика архитектуре ове цркаве брвнаре, као и сличних подизаних у Кнежевини Србији јесу камени темељи, најчешће сачињени од неправилних комада камена, ломљеног камена или облутака. Материјал је био наслаган на самој површини земље, како би се нивелисао терен и издигли зидови цркве изнад тла ради спречавања њиховог влажења. Спољне, видљиве површине укопаног темеља цркава брвнаре био је без обраде, са видљивим спојницама малтера између камених блокова, или делом омалтерисаног и окреченог. На камене темеље постављене су двојне тесане храстове греде – темељаче, дуж јужне и северне стране цркве. Греде које су чине зидове олтарске апсиде на угловима су ужљебљене дубоким усецима једна у другу, а везе су додатно ојачане кованим гвозденим ексерима. Зидови цркве у унутрашњости носе дрвени полуобличаст свод који је ојачан са две затеге, једном у простору припрате и једном у простору наоса. Главни улаз у храм био је на западној страни и декоративно је обрађен прикованим дашчицама са урезима. 
Узор за подизање цркве брвнаре у Лапову пронађен је у архитектури цркава брвнара у непосредној близини, али и у вишедеценијској народној традицији грађења цркава у дрвету.
У цркви у Лапову до дана је сачувана само једна престона икона Исуса Христа са првобитног иконостаса цркаве брвнаре. Ова икона која се према стилско – морфолошким карактеристикама може приписати познатом Милошевом зографу Јањи Молера, Исуса Христа приказује на богато украшеном престолу у архијерејској одежди, са круном на глави. Са леве и десне стране су му по двојица јеванђелиста са својим симболима. Десном руком благосиља док у левој држи отворено јеванђеље (
Матеј 25, 34). У дну иконе, налази се заветни натпис који није могуће у целости ишчитати. Ипак, из њега сазнајемо да је неки Сава из Азање приложио икону за свој спомен и здравље.

## Историја
До успона црквеног живота у Србији долази почетком деветнаестог века, после устанака 1804. и 1815. године када се формира млада српска држава. У њој православна вера заузима истакнуто место као званична државна вероисповест. Зато је борба за црквену самосталност била један од најважнијих
националних и државотворних задатака још у време Првог и Другог српског устанка. Црквену аутономију је издејствовао кнез Милош Обреновић умешном дипломатијом која је резултирала добијањем Хатишерифа 1830. године. Тада су Срби добили право да постављају своје владике и да слободно граде православне храмове. Након тога креће талас велике обнове парохијског живота у Кнежевини Србији који је подразумевао интензивну израдњу нових и обнову постојећих храмова. 

У време обнове црквеног живота у Србији стекли су се услови и за успон парохијског живота у тадашњој капетанији Јасенице. Тако је (по подацима након пописа из 1836. године), настала лаповачка црква брвнара сазидана 1827. године за време владавине књаза Милоша (који је њену градњу помогао са 500 гроша), о трошку „обштетсва” лаповачког. Освештана је наредне 1828. године (јер у том историјском раздобљу редак је био случај да су цркве освештане исте године када су и завршене). Иако је прва црква у Лапову саграђена, вероватно 1827. године, има податке о свештеницима у овом месту још пре тога, јер је матице у Лапову устројене још 1817. године, када је за свештеника у Лапово дошао јереј Лазар Сердиновић.
У то време, далеко најближи црквени храм Лаповцима је био Миљков манастир а затим црква у Рачи крагујевачкој (14 km), тј. до Миљковог манастира требало је један сат хода до Раче три сата.
По казивању старих људи, лаповачка црква брвнара по изгледу је била слична цркви брвнари у суседном Брзану. 
Након што је последња литургија, у цркви одслужена 16. маја 1910. године, сва дана касније или другог дана Духова 18/31. маја 1910. године Митрополит Димитрије осветио је темељ, на коме је подигнута нова црква у Лапову. Због ратова који су уследили, митрополит Димитрије је данашњу цркву осветио тек 1919. године.
Према казивању старих људи, лаповачка црква брвнара растурена је око 1930. године, иако је последња литургија, у њој одслужена 16. маја 1910. године.
У овој цркви је као млад свештеник службовао каснији патријарх српски Димитрије. Његов таст Лука Радовановић био је такође свештеник ове цркве.